# Kuurne-Bruksela-Kuurne 2020
Kuurne-Bruksela-Kuurne 2020 – 72. edycja wyścigu kolarskiego Kuurne-Bruksela-Kuurne, która odbyła się 1 marca 2020 na trasie o długości 201 km pomiędzy miastem Kuurne i Brukselą. Wyścig był częścią UCI ProSeries 2020.

## Uczestnicy

### Drużyny
| WorldTeams (18)- AG2R La Mondiale - Astana - Bora-Hansgrohe - Bahrain McLaren - CCC Team - Cofidis - Deceuninck-Quick Step - EF Pro Cycling - Groupama-FDJ - Ineos - Israel Start-Up Nation - Lotto Soudal - Mitchelton-Scott - Movistar Team - NTT Pro Cycling - Team Sunweb - Trek-Segafredo - UAE Team Emirates ProTeams (7)- Alpecin-Fenix - B&B Hotels-Vital Concept p/b KTM - Bingoal-Wallonie Bruxelles - Circus-Wanty Gobert - Sport Vlaanderen-Baloise - Total Direct Énergie - Uno-X Norwegian Development |
| |

### Lista startowa
| Trek-Segafredo TFS | Trek-Segafredo TFS   | Trek-Segafredo TFS |
| ------------------ | -------------------- | ------------------ |
| Nr                 | Kolarz               | Miejsce            |
| 1                  | Mads Pedersen (DEN)  | 79.                |
| 2                  | Jacopo Mosca (ITA)   | 102.               |
| 3                  | Emīls Liepiņš (LAT)  | DNF                |
| 4                  | Ryan Mullen (IRL)    | DNF                |
| 5                  | Quinn Simmons (USA)  | DNF                |
| 6                  | Jasper Stuyven (BEL) | 5.                 |
| 7                  | Edward Theuns (BEL)  | 82.                |

| Deceuninck-Quick Step DQT | Deceuninck-Quick Step DQT | Deceuninck-Quick Step DQT |
| ------------------------- | ------------------------- | ------------------------- |
| Nr                        | Kolarz                    | Miejsce                   |
| 11                        | Bob Jungels (LUX)         | 55.                       |
| 12                        | Kasper Asgreen (DEN)      | 1.                        |
| 13                        | Fabio Jakobsen (NED)      | 4.                        |
| 14                        | Iljo Keisse (BEL)         | 100.                      |
| 15                        | Bert Van Lerberghe (BEL)  | 32.                       |
| 16                        | Yves Lampaert (BEL)       | 52.                       |
| 17                        | Zdeněk Štybar (CZE)       | 42.                       |

| CCC Team CCC | CCC Team CCC                   | CCC Team CCC |
| ------------ | ------------------------------ | ------------ |
| Nr           | Kolarz                         | Miejsce      |
| 21           | Greg Van Avermaet (BEL)        | 26.          |
| 22           | Matteo Trentin (ITA)           | DNF          |
| 23           | Josef Černý (CZE)              | 106.         |
| 24           | Jonas Koch (GER)               | 41.          |
| 25           | Gijs Van Hoecke (BEL)          | 38.          |
| 26           | Guillaume Van Keirsbulck (BEL) | 87.          |
| 27           | Łukasz Wiśniowski (POL)        | 50.          |

| Team Ineos INS | Team Ineos INS            | Team Ineos INS |
| -------------- | ------------------------- | -------------- |
| Nr             | Kolarz                    | Miejsce        |
| 31             | Leonardo Basso (ITA)      | 103.           |
| 32             | Christopher Lawless (GBR) | DNF            |
| 33             | Owain Doull (GBR)         | 75.            |
| 34             | Luke Rowe (GBR)           | 63.            |
| 35             | Ian Stannard (GBR)        | 62.            |
| 36             | Ben Swift (GBR)           | 8.             |
| 37             | Gianni Moscon (ITA)       | DSQ            |

| AG2R La Mondiale ALM | AG2R La Mondiale ALM    | AG2R La Mondiale ALM |
| -------------------- | ----------------------- | -------------------- |
| Nr                   | Kolarz                  | Miejsce              |
| 41                   | Silvan Dillier (SUI)    | 30.                  |
| 42                   | Julien Duval (FRA)      | 105.                 |
| 43                   | Dorian Godon (FRA)      | 78.                  |
| 44                   | Lawrence Naesen (BEL)   | 90.                  |
| 45                   | Oliver Naesen (BEL)     | 23.                  |
| 47                   | Clément Venturini (FRA) | 20.                  |

| Lotto-Soudal LTS | Lotto-Soudal LTS            | Lotto-Soudal LTS |
| ---------------- | --------------------------- | ---------------- |
| Nr               | Kolarz                      | Miejsce          |
| 51               | John Degenkolb (GER)        | 18.              |
| 52               | Jonathan Dibben (GBR)       | DNS              |
| 53               | Rasmus Byriel Iversen (DEN) | DNF              |
| 54               | Nikolas Maes (BEL)          | 46.              |
| 55               | Brian van Goethem (NED)     | 57.              |
| 56               | Frederik Frison (BEL)       | 129.             |
| 57               | Brent Van Moer (BEL)        | 97.              |

| Israel Start-Up Nation ISN | Israel Start-Up Nation ISN | Israel Start-Up Nation ISN |
| -------------------------- | -------------------------- | -------------------------- |
| Nr                         | Kolarz                     | Miejsce                    |
| 61                         | Jenthe Biermans (BEL)      | DNF                        |
| 62                         | Guillaume Boivin (CAN)     | 47.                        |
| 63                         | Nils Politt (GER)          | 37.                        |
| 64                         | Hugo Hofstetter (FRA)      | 6.                         |
| 65                         | Travis McCabe (USA)        | DNF                        |
| 66                         | Tom Van Asbroeck (BEL)     | 80.                        |
| 67                         | Alexis Renard (FRA)        | 83.                        |

| Groupama-FDJ GFC | Groupama-FDJ GFC        | Groupama-FDJ GFC |
| ---------------- | ----------------------- | ---------------- |
| Nr               | Kolarz                  | Miejsce          |
| 71               | Tobias Ludvigsson (SWE) | 66.              |
| 72               | Mickaël Delage (FRA)    | 127.             |
| 73               | Kevin Geniets (LUX)     | 45.              |
| 74               | Stefan Küng (SUI)       | 35.              |
| 75               | Olivier Le Gac (FRA)    | 49.              |
| 76               | Fabian Lienhard (SUI)   | 12.              |
| 77               | Marc Sarreau (FRA)      | DNF              |

| UAE Team Emirates UAD | UAE Team Emirates UAD       | UAE Team Emirates UAD |
| --------------------- | --------------------------- | --------------------- |
| Nr                    | Kolarz                      | Miejsce               |
| 81                    | Alexander Kristoff (NOR)    | 3.                    |
| 82                    | Tom Bohli (SUI)             | 117.                  |
| 83                    | Mikkel Bjerg (DEN)          | DNF                   |
| 84                    | Juan Sebastián Molano (COL) | DNF                   |
| 85                    | Vegard Stake Laengen (NOR)  | 43.                   |
| 86                    | Marco Marcato (ITA)         | 136.                  |
| 87                    | Jasper Philipsen (BEL)      | 122.                  |

| EF Pro Cycling EF1 | EF Pro Cycling EF1         | EF Pro Cycling EF1 |
| ------------------ | -------------------------- | ------------------ |
| Nr                 | Kolarz                     | Miejsce            |
| 91                 | Kristoffer Halvorsen (NOR) | 11.                |
| 92                 | Jonas Rutsch (GER)         | 72.                |
| 93                 | Jens Keukeleire (BEL)      | DNF                |
| 94                 | Logan Owen (USA)           | 108.               |
| 95                 | Thomas Scully (NZL)        | DNS                |
| 96                 | Julius van den Berg (NED)  | 133.               |
| 97                 | Sep Vanmarcke (BEL)        | 59.                |

| Bora-Hansgrohe BOH | Bora-Hansgrohe BOH        | Bora-Hansgrohe BOH |
| ------------------ | ------------------------- | ------------------ |
| Nr                 | Kolarz                    | Miejsce            |
| 101                | Erik Baška (SVK)          | DNF                |
| 102                | Jean-Pierre Drucker (LUX) | 16.                |
| 103                | Patrick Gamper (AUT)      | 88.                |
| 104                | Martin Laas (EST)         | 131.               |
| 105                | Lukas Pöstlberger (AUT)   | 53.                |
| 106                | Ide Schelling (NED)       | 126.               |
| 107                | Andreas Schillinger (GER) | 118.               |

| Movistar Team MOV | Movistar Team MOV      | Movistar Team MOV |
| ----------------- | ---------------------- | ----------------- |
| Nr                | Kolarz                 | Miejsce           |
| 111               | Gabriel Cullaigh (GBR) | 109.              |
| 112               | Juri Hollmann (GER)    | 89.               |
| 113               | Johan Jacobs (SUI)     | 34.               |
| 114               | Matteo Jorgenson (USA) | 24.               |
| 115               | Lluís Mas (ESP)        | DNF               |
| 116               | Eduard Prades (ESP)    | 15.               |
| 117               | Jürgen Roelandts (BEL) | 10.               |

| Bahrain McLaren TBM | Bahrain McLaren TBM     | Bahrain McLaren TBM |
| ------------------- | ----------------------- | ------------------- |
| Nr                  | Kolarz                  | Miejsce             |
| 121                 | Phil Bauhaus (GER)      | 61.                 |
| 122                 | Grega Bole (SLO)        | DNF                 |
| 123                 | Sonny Colbrelli (ITA)   | 7.                  |
| 124                 | Heinrich Haussler (AUS) | 39.                 |
| 125                 | Luka Pibernik (SLO)     | DNF                 |
| 126                 | Marcel Sieberg (GER)    | 116.                |
| 127                 | Fred Wright (GBR)       | 115.                |

| Cofidis COF | Cofidis COF             | Cofidis COF |
| ----------- | ----------------------- | ----------- |
| Nr          | Kolarz                  | Miejsce     |
| 131         | Piet Allegaert (BEL)    | 21.         |
| 132         | Dimitri Claeys (BEL)    | DNF         |
| 133         | Cyril Lemoine (FRA)     | 124.        |
| 134         | Emmanuel Morin (FRA)    | 111.        |
| 135         | Damien Touzé (FRA)      | 17.         |
| 136         | Kenneth Vanbilsen (BEL) | DNS         |
| 137         | Julien Vermote (BEL)    | 29.         |

| Astana AST | Astana AST              | Astana AST |
| ---------- | ----------------------- | ---------- |
| Nr         | Kolarz                  | Miejsce    |
| 141        | Alex Aranburu (ESP)     | 19.        |
| 142        | Żandos Biżygitow (KAZ)  | DNF        |
| 143        | Laurens De Vreese (BEL) | 74.        |
| 144        | Fabio Felline (ITA)     | 110.       |
| 145        | Dmitrij Gruzdiew (KAZ)  | 93.        |
| 146        | Hugo Houle (CAN)        | 27.        |
| 147        | Manuele Boaro (ITA)     | DNF        |

| Mitchelton-Scott MTS | Mitchelton-Scott MTS      | Mitchelton-Scott MTS |
| -------------------- | ------------------------- | -------------------- |
| Nr                   | Kolarz                    | Miejsce              |
| 151                  | Edoardo Affini (ITA)      | 135.                 |
| 152                  | Sam Bewley (NZL)          | 98.                  |
| 153                  | Luke Durbridge (AUS)      | 56.                  |
| 154                  | Alexander Edmondson (AUS) | 99.                  |
| 155                  | Alexander Konychev (ITA)  | 107.                 |
| 156                  | Dion Smith (NZL)          | 104.                 |
| 157                  | Robert Stannard (AUS)     | 14.                  |

| NTT Pro Cycling NTT | NTT Pro Cycling NTT               | NTT Pro Cycling NTT |
| ------------------- | --------------------------------- | ------------------- |
| Nr                  | Kolarz                            | Miejsce             |
| 161                 | Edvald Boasson Hagen (NOR)        | 114.                |
| 162                 | Michael Gogl (AUT)                | 67.                 |
| 163                 | Michael Valgren (DEN)             | 44.                 |
| 164                 | Reinardt Janse van Rensburg (RSA) | 71.                 |
| 165                 | Andreas Stokbro (DEN)             | 95.                 |
| 166                 | Giacomo Nizzolo (ITA)             | 2.                  |
| 167                 | Rasmus Tiller (NOR)               | 65.                 |

| Team Sunweb SUN | Team Sunweb SUN            | Team Sunweb SUN |
| --------------- | -------------------------- | --------------- |
| Nr              | Kolarz                     | Miejsce         |
| 171             | Søren Kragh Andersen (DEN) | 58.             |
| 172             | Nikias Arndt (GER)         | 94.             |
| 173             | Cees Bol (NED)             | 33.             |
| 174             | Nico Denz (GER)            | DNF             |
| 175             | Nils Eekhoff (NED)         | 101.            |
| 176             | Casper Pedersen (DEN)      | 70.             |
| 177             | Tiesj Benoot (BEL)         | 64.             |

| Alpecin-Fenix AFC | Alpecin-Fenix AFC       | Alpecin-Fenix AFC |
| ----------------- | ----------------------- | ----------------- |
| Nr                | Kolarz                  | Miejsce           |
| 181               | Alexander Krieger (GER) | 54.               |
| 182               | Kristian Sbaragli (ITA) | 76.               |
| 183               | Tim Merlier (BEL)       | 25.               |
| 184               | Otto Vergaerde (BEL)    | 48.               |
| 185               | Jonas Rickaert (BEL)    | 60.               |
| 186               | Roy Jans (BEL)          | 51.               |
| 187               | Dries De Bondt (BEL)    | 85.               |

| Circus-Wanty Gobert CWG | Circus-Wanty Gobert CWG    | Circus-Wanty Gobert CWG |
| ----------------------- | -------------------------- | ----------------------- |
| Nr                      | Kolarz                     | Miejsce                 |
| 191                     | Alfdan De Decker (BEL)     | DNF                     |
| 192                     | Timothy Dupont (BEL)       | 91.                     |
| 193                     | Tom Devriendt (BEL)        | DNF                     |
| 194                     | Andrea Pasqualon (ITA)     | 22.                     |
| 195                     | Boy van Poppel (NED)       | DNF                     |
| 196                     | Danny van Poppel (NED)     | DNF                     |
| 197                     | Pieter Vanspeybrouck (BEL) | 92.                     |

| Uno-X Norwegian Development UXT | Uno-X Norwegian Development UXT | Uno-X Norwegian Development UXT |
| ------------------------------- | ------------------------------- | ------------------------------- |
| Nr                              | Kolarz                          | Miejsce                         |
| 201                             | Anders Skaarseth (NOR)          | 73.                             |
| 202                             | Erik Nordsæter Resell (NOR)     | 86.                             |
| 203                             | Daniel Hoelgaard (NOR)          | DNF                             |
| 204                             | Markus Hoelgaard (NOR)          | 130.                            |
| 205                             | Jonas Abrahamsen (NOR)          | 69.                             |
| 206                             | Lars Saugstad (NOR)             | 134.                            |
| 207                             | Jonas Iversby Hvideberg (NOR)   | 31.                             |

| Total Direct Énergie TDE | Total Direct Énergie TDE | Total Direct Énergie TDE |
| ------------------------ | ------------------------ | ------------------------ |
| Nr                       | Kolarz                   | Miejsce                  |
| 211                      | Lorrenzo Manzin (FRA)    | DNF                      |
| 212                      | Florian Maitre (FRA)     | DNF                      |
| 213                      | Adrien Petit (FRA)       | DNF                      |
| 214                      | Geoffrey Soupe (FRA)     | DNF                      |
| 215                      | Niki Terpstra (NED)      | 40.                      |
| 216                      | Anthony Turgis (FRA)     | 13.                      |
| 217                      | Dries Van Gestel (BEL)   | 9.                       |

| Bingoal-Wallonie Bruxelles WVA | Bingoal-Wallonie Bruxelles WVA | Bingoal-Wallonie Bruxelles WVA |
| ------------------------------ | ------------------------------ | ------------------------------ |
| Nr                             | Kolarz                         | Miejsce                        |
| 221                            | Kevyn Ista (BEL)               | 121.                           |
| 222                            | Aksel Nõmmela (EST)            | 132.                           |
| 223                            | Eliot Lietaer (BEL)            | 119.                           |
| 224                            | Mathijs Paasschens (NED)       | 123.                           |
| 225                            | Boris Vallée (BEL)             | 36.                            |
| 226                            | Jonas Castrique (BEL)          | DNF                            |
| 227                            | Tom Wirtgen (LUX)              | 81.                            |

| Sport Vlaanderen-Baloise SVB | Sport Vlaanderen-Baloise SVB | Sport Vlaanderen-Baloise SVB |
| ---------------------------- | ---------------------------- | ---------------------------- |
| Nr                           | Kolarz                       | Miejsce                      |
| 231                          | Amaury Capiot (BEL)          | 77.                          |
| 232                          | Kevin Deltombe (BEL)         | DNF                          |
| 233                          | Emiel Planckaert (BEL)       | 112.                         |
| 234                          | Thomas Sprengers (BEL)       | 113.                         |
| 235                          | Aaron Van Poucke (BEL)       | 28.                          |
| 236                          | Sasha Weemaes (BEL)          | DNF                          |
| 237                          | Aaron Verwilst (BEL)         | DNF                          |

| B&B Hotels-Vital Concept p/b KTM BVC | B&B Hotels-Vital Concept p/b KTM BVC | B&B Hotels-Vital Concept p/b KTM BVC |
| ------------------------------------ | ------------------------------------ | ------------------------------------ |
| Nr                                   | Kolarz                               | Miejsce                              |
| 241                                  | Frederik Backaert (BEL)              | 96.                                  |
| 242                                  | Cyril Barthe (FRA)                   | 84.                                  |
| 243                                  | Bryan Coquard (FRA)                  | 125.                                 |
| 244                                  | Bert De Backer (BEL)                 | 128.                                 |
| 245                                  | Jens Debusschere (BEL)               | 120.                                 |
| 246                                  | Adrien Garel (FRA)                   | DNF                                  |
| 247                                  | Jérémy Lecroq (FRA)                  | 68.                                  |

| Trek-Segafredo TFS | Trek-Segafredo TFS   | Trek-Segafredo TFS |
| ------------------ | -------------------- | ------------------ |
| Nr                 | Kolarz               | Miejsce            |
| 1                  | Mads Pedersen (DEN)  | 79.                |
| 2                  | Jacopo Mosca (ITA)   | 102.               |
| 3                  | Emīls Liepiņš (LAT)  | DNF                |
| 4                  | Ryan Mullen (IRL)    | DNF                |
| 5                  | Quinn Simmons (USA)  | DNF                |
| 6                  | Jasper Stuyven (BEL) | 5.                 |
| 7                  | Edward Theuns (BEL)  | 82.                |

| Deceuninck-Quick Step DQT | Deceuninck-Quick Step DQT | Deceuninck-Quick Step DQT |
| ------------------------- | ------------------------- | ------------------------- |
| Nr                        | Kolarz                    | Miejsce                   |
| 11                        | Bob Jungels (LUX)         | 55.                       |
| 12                        | Kasper Asgreen (DEN)      | 1.                        |
| 13                        | Fabio Jakobsen (NED)      | 4.                        |
| 14                        | Iljo Keisse (BEL)         | 100.                      |
| 15                        | Bert Van Lerberghe (BEL)  | 32.                       |
| 16                        | Yves Lampaert (BEL)       | 52.                       |
| 17                        | Zdeněk Štybar (CZE)       | 42.                       |

| CCC Team CCC | CCC Team CCC                   | CCC Team CCC |
| ------------ | ------------------------------ | ------------ |
| Nr           | Kolarz                         | Miejsce      |
| 21           | Greg Van Avermaet (BEL)        | 26.          |
| 22           | Matteo Trentin (ITA)           | DNF          |
| 23           | Josef Černý (CZE)              | 106.         |
| 24           | Jonas Koch (GER)               | 41.          |
| 25           | Gijs Van Hoecke (BEL)          | 38.          |
| 26           | Guillaume Van Keirsbulck (BEL) | 87.          |
| 27           | Łukasz Wiśniowski (POL)        | 50.          |

| Team Ineos INS | Team Ineos INS            | Team Ineos INS |
| -------------- | ------------------------- | -------------- |
| Nr             | Kolarz                    | Miejsce        |
| 31             | Leonardo Basso (ITA)      | 103.           |
| 32             | Christopher Lawless (GBR) | DNF            |
| 33             | Owain Doull (GBR)         | 75.            |
| 34             | Luke Rowe (GBR)           | 63.            |
| 35             | Ian Stannard (GBR)        | 62.            |
| 36             | Ben Swift (GBR)           | 8.             |
| 37             | Gianni Moscon (ITA)       | DSQ            |

| AG2R La Mondiale ALM | AG2R La Mondiale ALM    | AG2R La Mondiale ALM |
| -------------------- | ----------------------- | -------------------- |
| Nr                   | Kolarz                  | Miejsce              |
| 41                   | Silvan Dillier (SUI)    | 30.                  |
| 42                   | Julien Duval (FRA)      | 105.                 |
| 43                   | Dorian Godon (FRA)      | 78.                  |
| 44                   | Lawrence Naesen (BEL)   | 90.                  |
| 45                   | Oliver Naesen (BEL)     | 23.                  |
| 47                   | Clément Venturini (FRA) | 20.                  |

| Lotto-Soudal LTS | Lotto-Soudal LTS            | Lotto-Soudal LTS |
| ---------------- | --------------------------- | ---------------- |
| Nr               | Kolarz                      | Miejsce          |
| 51               | John Degenkolb (GER)        | 18.              |
| 52               | Jonathan Dibben (GBR)       | DNS              |
| 53               | Rasmus Byriel Iversen (DEN) | DNF              |
| 54               | Nikolas Maes (BEL)          | 46.              |
| 55               | Brian van Goethem (NED)     | 57.              |
| 56               | Frederik Frison (BEL)       | 129.             |
| 57               | Brent Van Moer (BEL)        | 97.              |

| Israel Start-Up Nation ISN | Israel Start-Up Nation ISN | Israel Start-Up Nation ISN |
| -------------------------- | -------------------------- | -------------------------- |
| Nr                         | Kolarz                     | Miejsce                    |
| 61                         | Jenthe Biermans (BEL)      | DNF                        |
| 62                         | Guillaume Boivin (CAN)     | 47.                        |
| 63                         | Nils Politt (GER)          | 37.                        |
| 64                         | Hugo Hofstetter (FRA)      | 6.                         |
| 65                         | Travis McCabe (USA)        | DNF                        |
| 66                         | Tom Van Asbroeck (BEL)     | 80.                        |
| 67                         | Alexis Renard (FRA)        | 83.                        |

| Groupama-FDJ GFC | Groupama-FDJ GFC        | Groupama-FDJ GFC |
| ---------------- | ----------------------- | ---------------- |
| Nr               | Kolarz                  | Miejsce          |
| 71               | Tobias Ludvigsson (SWE) | 66.              |
| 72               | Mickaël Delage (FRA)    | 127.             |
| 73               | Kevin Geniets (LUX)     | 45.              |
| 74               | Stefan Küng (SUI)       | 35.              |
| 75               | Olivier Le Gac (FRA)    | 49.              |
| 76               | Fabian Lienhard (SUI)   | 12.              |
| 77               | Marc Sarreau (FRA)      | DNF              |

| UAE Team Emirates UAD | UAE Team Emirates UAD       | UAE Team Emirates UAD |
| --------------------- | --------------------------- | --------------------- |
| Nr                    | Kolarz                      | Miejsce               |
| 81                    | Alexander Kristoff (NOR)    | 3.                    |
| 82                    | Tom Bohli (SUI)             | 117.                  |
| 83                    | Mikkel Bjerg (DEN)          | DNF                   |
| 84                    | Juan Sebastián Molano (COL) | DNF                   |
| 85                    | Vegard Stake Laengen (NOR)  | 43.                   |
| 86                    | Marco Marcato (ITA)         | 136.                  |
| 87                    | Jasper Philipsen (BEL)      | 122.                  |

| EF Pro Cycling EF1 | EF Pro Cycling EF1         | EF Pro Cycling EF1 |
| ------------------ | -------------------------- | ------------------ |
| Nr                 | Kolarz                     | Miejsce            |
| 91                 | Kristoffer Halvorsen (NOR) | 11.                |
| 92                 | Jonas Rutsch (GER)         | 72.                |
| 93                 | Jens Keukeleire (BEL)      | DNF                |
| 94                 | Logan Owen (USA)           | 108.               |
| 95                 | Thomas Scully (NZL)        | DNS                |
| 96                 | Julius van den Berg (NED)  | 133.               |
| 97                 | Sep Vanmarcke (BEL)        | 59.                |

| Bora-Hansgrohe BOH | Bora-Hansgrohe BOH        | Bora-Hansgrohe BOH |
| ------------------ | ------------------------- | ------------------ |
| Nr                 | Kolarz                    | Miejsce            |
| 101                | Erik Baška (SVK)          | DNF                |
| 102                | Jean-Pierre Drucker (LUX) | 16.                |
| 103                | Patrick Gamper (AUT)      | 88.                |
| 104                | Martin Laas (EST)         | 131.               |
| 105                | Lukas Pöstlberger (AUT)   | 53.                |
| 106                | Ide Schelling (NED)       | 126.               |
| 107                | Andreas Schillinger (GER) | 118.               |

| Movistar Team MOV | Movistar Team MOV      | Movistar Team MOV |
| ----------------- | ---------------------- | ----------------- |
| Nr                | Kolarz                 | Miejsce           |
| 111               | Gabriel Cullaigh (GBR) | 109.              |
| 112               | Juri Hollmann (GER)    | 89.               |
| 113               | Johan Jacobs (SUI)     | 34.               |
| 114               | Matteo Jorgenson (USA) | 24.               |
| 115               | Lluís Mas (ESP)        | DNF               |
| 116               | Eduard Prades (ESP)    | 15.               |
| 117               | Jürgen Roelandts (BEL) | 10.               |

| Bahrain McLaren TBM | Bahrain McLaren TBM     | Bahrain McLaren TBM |
| ------------------- | ----------------------- | ------------------- |
| Nr                  | Kolarz                  | Miejsce             |
| 121                 | Phil Bauhaus (GER)      | 61.                 |
| 122                 | Grega Bole (SLO)        | DNF                 |
| 123                 | Sonny Colbrelli (ITA)   | 7.                  |
| 124                 | Heinrich Haussler (AUS) | 39.                 |
| 125                 | Luka Pibernik (SLO)     | DNF                 |
| 126                 | Marcel Sieberg (GER)    | 116.                |
| 127                 | Fred Wright (GBR)       | 115.                |

| Cofidis COF | Cofidis COF             | Cofidis COF |
| ----------- | ----------------------- | ----------- |
| Nr          | Kolarz                  | Miejsce     |
| 131         | Piet Allegaert (BEL)    | 21.         |
| 132         | Dimitri Claeys (BEL)    | DNF         |
| 133         | Cyril Lemoine (FRA)     | 124.        |
| 134         | Emmanuel Morin (FRA)    | 111.        |
| 135         | Damien Touzé (FRA)      | 17.         |
| 136         | Kenneth Vanbilsen (BEL) | DNS         |
| 137         | Julien Vermote (BEL)    | 29.         |

| Astana AST | Astana AST              | Astana AST |
| ---------- | ----------------------- | ---------- |
| Nr         | Kolarz                  | Miejsce    |
| 141        | Alex Aranburu (ESP)     | 19.        |
| 142        | Żandos Biżygitow (KAZ)  | DNF        |
| 143        | Laurens De Vreese (BEL) | 74.        |
| 144        | Fabio Felline (ITA)     | 110.       |
| 145        | Dmitrij Gruzdiew (KAZ)  | 93.        |
| 146        | Hugo Houle (CAN)        | 27.        |
| 147        | Manuele Boaro (ITA)     | DNF        |

| Mitchelton-Scott MTS | Mitchelton-Scott MTS      | Mitchelton-Scott MTS |
| -------------------- | ------------------------- | -------------------- |
| Nr                   | Kolarz                    | Miejsce              |
| 151                  | Edoardo Affini (ITA)      | 135.                 |
| 152                  | Sam Bewley (NZL)          | 98.                  |
| 153                  | Luke Durbridge (AUS)      | 56.                  |
| 154                  | Alexander Edmondson (AUS) | 99.                  |
| 155                  | Alexander Konychev (ITA)  | 107.                 |
| 156                  | Dion Smith (NZL)          | 104.                 |
| 157                  | Robert Stannard (AUS)     | 14.                  |

| NTT Pro Cycling NTT | NTT Pro Cycling NTT               | NTT Pro Cycling NTT |
| ------------------- | --------------------------------- | ------------------- |
| Nr                  | Kolarz                            | Miejsce             |
| 161                 | Edvald Boasson Hagen (NOR)        | 114.                |
| 162                 | Michael Gogl (AUT)                | 67.                 |
| 163                 | Michael Valgren (DEN)             | 44.                 |
| 164                 | Reinardt Janse van Rensburg (RSA) | 71.                 |
| 165                 | Andreas Stokbro (DEN)             | 95.                 |
| 166                 | Giacomo Nizzolo (ITA)             | 2.                  |
| 167                 | Rasmus Tiller (NOR)               | 65.                 |

| Team Sunweb SUN | Team Sunweb SUN            | Team Sunweb SUN |
| --------------- | -------------------------- | --------------- |
| Nr              | Kolarz                     | Miejsce         |
| 171             | Søren Kragh Andersen (DEN) | 58.             |
| 172             | Nikias Arndt (GER)         | 94.             |
| 173             | Cees Bol (NED)             | 33.             |
| 174             | Nico Denz (GER)            | DNF             |
| 175             | Nils Eekhoff (NED)         | 101.            |
| 176             | Casper Pedersen (DEN)      | 70.             |
| 177             | Tiesj Benoot (BEL)         | 64.             |

| Alpecin-Fenix AFC | Alpecin-Fenix AFC       | Alpecin-Fenix AFC |
| ----------------- | ----------------------- | ----------------- |
| Nr                | Kolarz                  | Miejsce           |
| 181               | Alexander Krieger (GER) | 54.               |
| 182               | Kristian Sbaragli (ITA) | 76.               |
| 183               | Tim Merlier (BEL)       | 25.               |
| 184               | Otto Vergaerde (BEL)    | 48.               |
| 185               | Jonas Rickaert (BEL)    | 60.               |
| 186               | Roy Jans (BEL)          | 51.               |
| 187               | Dries De Bondt (BEL)    | 85.               |

| Circus-Wanty Gobert CWG | Circus-Wanty Gobert CWG    | Circus-Wanty Gobert CWG |
| ----------------------- | -------------------------- | ----------------------- |
| Nr                      | Kolarz                     | Miejsce                 |
| 191                     | Alfdan De Decker (BEL)     | DNF                     |
| 192                     | Timothy Dupont (BEL)       | 91.                     |
| 193                     | Tom Devriendt (BEL)        | DNF                     |
| 194                     | Andrea Pasqualon (ITA)     | 22.                     |
| 195                     | Boy van Poppel (NED)       | DNF                     |
| 196                     | Danny van Poppel (NED)     | DNF                     |
| 197                     | Pieter Vanspeybrouck (BEL) | 92.                     |

| Uno-X Norwegian Development UXT | Uno-X Norwegian Development UXT | Uno-X Norwegian Development UXT |
| ------------------------------- | ------------------------------- | ------------------------------- |
| Nr                              | Kolarz                          | Miejsce                         |
| 201                             | Anders Skaarseth (NOR)          | 73.                             |
| 202                             | Erik Nordsæter Resell (NOR)     | 86.                             |
| 203                             | Daniel Hoelgaard (NOR)          | DNF                             |
| 204                             | Markus Hoelgaard (NOR)          | 130.                            |
| 205                             | Jonas Abrahamsen (NOR)          | 69.                             |
| 206                             | Lars Saugstad (NOR)             | 134.                            |
| 207                             | Jonas Iversby Hvideberg (NOR)   | 31.                             |

| Total Direct Énergie TDE | Total Direct Énergie TDE | Total Direct Énergie TDE |
| ------------------------ | ------------------------ | ------------------------ |
| Nr                       | Kolarz                   | Miejsce                  |
| 211                      | Lorrenzo Manzin (FRA)    | DNF                      |
| 212                      | Florian Maitre (FRA)     | DNF                      |
| 213                      | Adrien Petit (FRA)       | DNF                      |
| 214                      | Geoffrey Soupe (FRA)     | DNF                      |
| 215                      | Niki Terpstra (NED)      | 40.                      |
| 216                      | Anthony Turgis (FRA)     | 13.                      |
| 217                      | Dries Van Gestel (BEL)   | 9.                       |

| Bingoal-Wallonie Bruxelles WVA | Bingoal-Wallonie Bruxelles WVA | Bingoal-Wallonie Bruxelles WVA |
| ------------------------------ | ------------------------------ | ------------------------------ |
| Nr                             | Kolarz                         | Miejsce                        |
| 221                            | Kevyn Ista (BEL)               | 121.                           |
| 222                            | Aksel Nõmmela (EST)            | 132.                           |
| 223                            | Eliot Lietaer (BEL)            | 119.                           |
| 224                            | Mathijs Paasschens (NED)       | 123.                           |
| 225                            | Boris Vallée (BEL)             | 36.                            |
| 226                            | Jonas Castrique (BEL)          | DNF                            |
| 227                            | Tom Wirtgen (LUX)              | 81.                            |

| Sport Vlaanderen-Baloise SVB | Sport Vlaanderen-Baloise SVB | Sport Vlaanderen-Baloise SVB |
| ---------------------------- | ---------------------------- | ---------------------------- |
| Nr                           | Kolarz                       | Miejsce                      |
| 231                          | Amaury Capiot (BEL)          | 77.                          |
| 232                          | Kevin Deltombe (BEL)         | DNF                          |
| 233                          | Emiel Planckaert (BEL)       | 112.                         |
| 234                          | Thomas Sprengers (BEL)       | 113.                         |
| 235                          | Aaron Van Poucke (BEL)       | 28.                          |
| 236                          | Sasha Weemaes (BEL)          | DNF                          |
| 237                          | Aaron Verwilst (BEL)         | DNF                          |

| B&B Hotels-Vital Concept p/b KTM BVC | B&B Hotels-Vital Concept p/b KTM BVC | B&B Hotels-Vital Concept p/b KTM BVC |
| ------------------------------------ | ------------------------------------ | ------------------------------------ |
| Nr                                   | Kolarz                               | Miejsce                              |
| 241                                  | Frederik Backaert (BEL)              | 96.                                  |
| 242                                  | Cyril Barthe (FRA)                   | 84.                                  |
| 243                                  | Bryan Coquard (FRA)                  | 125.                                 |
| 244                                  | Bert De Backer (BEL)                 | 128.                                 |
| 245                                  | Jens Debusschere (BEL)               | 120.                                 |
| 246                                  | Adrien Garel (FRA)                   | DNF                                  |
| 247                                  | Jérémy Lecroq (FRA)                  | 68.                                  |

Legenda: DNF – nie ukończył etapu, OTL – przekroczył limit czasu, DNS – nie wystartował do etapu, DSQ – zdyskwalifikowany.

## Klasyfikacja generalna
| \| Klasyfikacja generalna \| Klasyfikacja generalna \| Klasyfikacja generalna \| Klasyfikacja generalna \| Klasyfikacja generalna \| \| Kolarz \| Kolarz \| Państwo \| Drużyna \| Czas \| \| ---------------------- \| ---------------------- \| ---------------------- \| ---------------------- \| ---------------------- \| \| 1. \| Kasper Asgreen \| Dania \| Deceuninck-Quick Step \| 4h 47' 18" \| \| 2. \| Giacomo Nizzolo \| Włochy \| NTT Pro Cycling \| + 3" \| \| 3. \| Alexander Kristoff \| Norwegia \| UAE Team Emirates \| + 3" \| \| 4. \| Fabio Jakobsen \| Holandia \| Deceuninck-Quick Step \| + 3" \| \| 5. \| Jasper Stuyven \| Belgia \| Trek-Segafredo \| + 3" \| \| 6. \| Hugo Hofstetter \| Francja \| Israel Start-Up Nation \| + 3" \| \| 7. \| Sonny Colbrelli \| Włochy \| Bahrain McLaren \| + 3" \| \| 8. \| Ben Swift \| Wielka Brytania \| Team Ineos \| + 3" \| \| 9. \| Dries Van Gestel \| Belgia \| Total Direct Énergie \| + 3" \| \| 10. \| Jürgen Roelandts \| Belgia \| Movistar Team \| + 3" \| |                    |                 |                        |            |
| |                    |                 |                        |            |
| Źródło: ProCyclingStats |                    |                 |                        |            |
| Klasyfikacja generalna |                    |                 |                        |            |
| Kolarz | Kolarz             | Państwo         | Drużyna                | Czas       |
| 1. | Kasper Asgreen     | Dania           | Deceuninck-Quick Step  | 4h 47' 18" |
| 2. | Giacomo Nizzolo    | Włochy          | NTT Pro Cycling        | + 3"       |
| 3. | Alexander Kristoff | Norwegia        | UAE Team Emirates      | + 3"       |
| 4. | Fabio Jakobsen     | Holandia        | Deceuninck-Quick Step  | + 3"       |
| 5. | Jasper Stuyven     | Belgia          | Trek-Segafredo         | + 3"       |
| 6. | Hugo Hofstetter    | Francja         | Israel Start-Up Nation | + 3"       |
| 7. | Sonny Colbrelli    | Włochy          | Bahrain McLaren        | + 3"       |
| 8. | Ben Swift          | Wielka Brytania | Team Ineos             | + 3"       |
| 9. | Dries Van Gestel   | Belgia          | Total Direct Énergie   | + 3"       |
| 10. | Jürgen Roelandts   | Belgia          | Movistar Team          | + 3"       |